# Muraenichthys thompsoni
Muraenichthys thompsoni är en fiskart som beskrevs av Jordan och Richardson, 1908. Muraenichthys thompsoni ingår i släktet Muraenichthys och familjen Ophichthidae. Inga underarter finns listade i Catalogue of Life.